# やえしお (潜水艦・初代)
やえしお（ローマ字：JS Yaeshio, SS-572、ATSS-8005）は、海上自衛隊の潜水艦。うずしお型潜水艦の7番艦。艦名は八重の潮から由来する。

## 艦歴
「やえしお」は、第4次防衛力整備計画に基づく昭和48年度計画潜水艦8087号艦として、川崎重工業神戸工場で1975年4月14日に起工され、1977年5月19日に進水、1978年3月7日に就役し、同日付けで第1潜水隊群隷下に新編された第6潜水隊に「たかしお」とともに編入された。
1982年1月19日から4月22日までの間、ハワイ派遣訓練に参加。
1994年8月14日、特務練習潜水艦に種別変更され、艦籍番号がATSS-8005に変更、第1潜水隊群直轄艦となる。
1996年8月1日、除籍。